# Phryneta densepilosa
Phryneta densepilosa är en skalbaggsart som beskrevs av Stefan von Breuning 1973. Phryneta densepilosa ingår i släktet Phryneta och familjen långhorningar.
Artens utbredningsområde är Ghana. Inga underarter finns listade i Catalogue of Life.